# Tekna

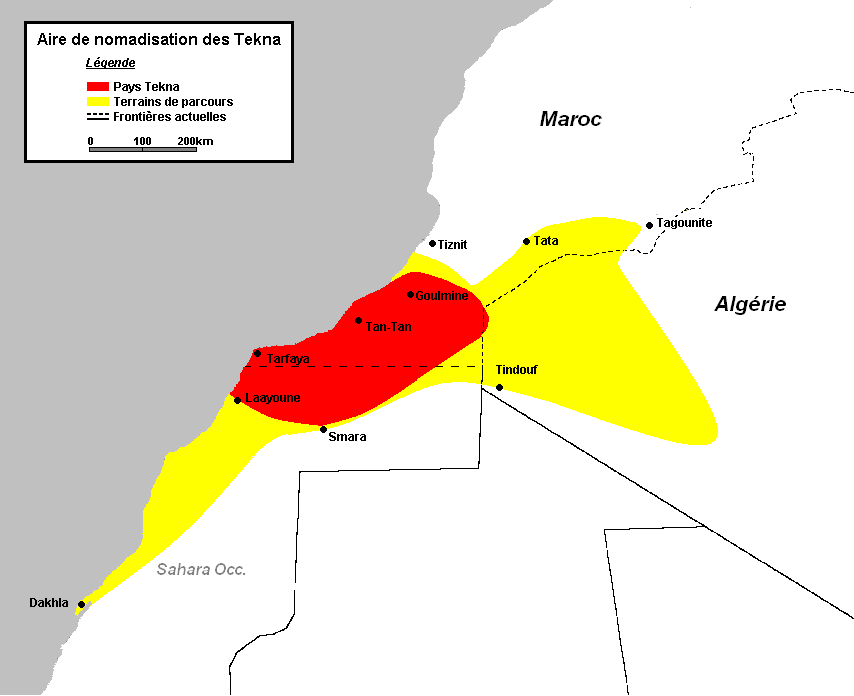
La tierra de Tekna (rojo) y las áreas de migración

Los Tekna son unas tribus bereberes y árabes cuyo origen se encuentra en el sur de Marruecos y algunas zonas del Sáhara Occidental, aunque se ha expandido debido a las rutas migratorias.
Las tribus Tekna hablan hassanía un dialecto del idioma árabe, y también hablan el idioma tashelhit una lengua bereber septentrional del Reino de Marruecos. Los Tekna, son una tribu de origen árabe y bereber que habita en el sur de Marruecos y el norte del Sahara Occidental.
Están divididos en subtribus árabes y bereberes que se organizan bajo dos facciones rivales: Ait Djemel y Ait Bella. Todos los Tekna son musulmanes, pertenecen a la escuela malikí del sunismo.
Su estilo de vida tradicional es parcialmente nómada; tienen manadas de camellos y cabras, y parcialmente sedentario, controlando importantes rutas de comercio del Sáhara.
Durante la colonización española y a los principios del siglo XX, los Tekna en el antiguo Sáhara Español estaban reconociendo a los reyes de Marruecos como sus líderes, si bien meramente religiosos, ya que nunca existieron relaciones de soberanía territorial por parte del Sultán de Marruecos.